# François Barcelo

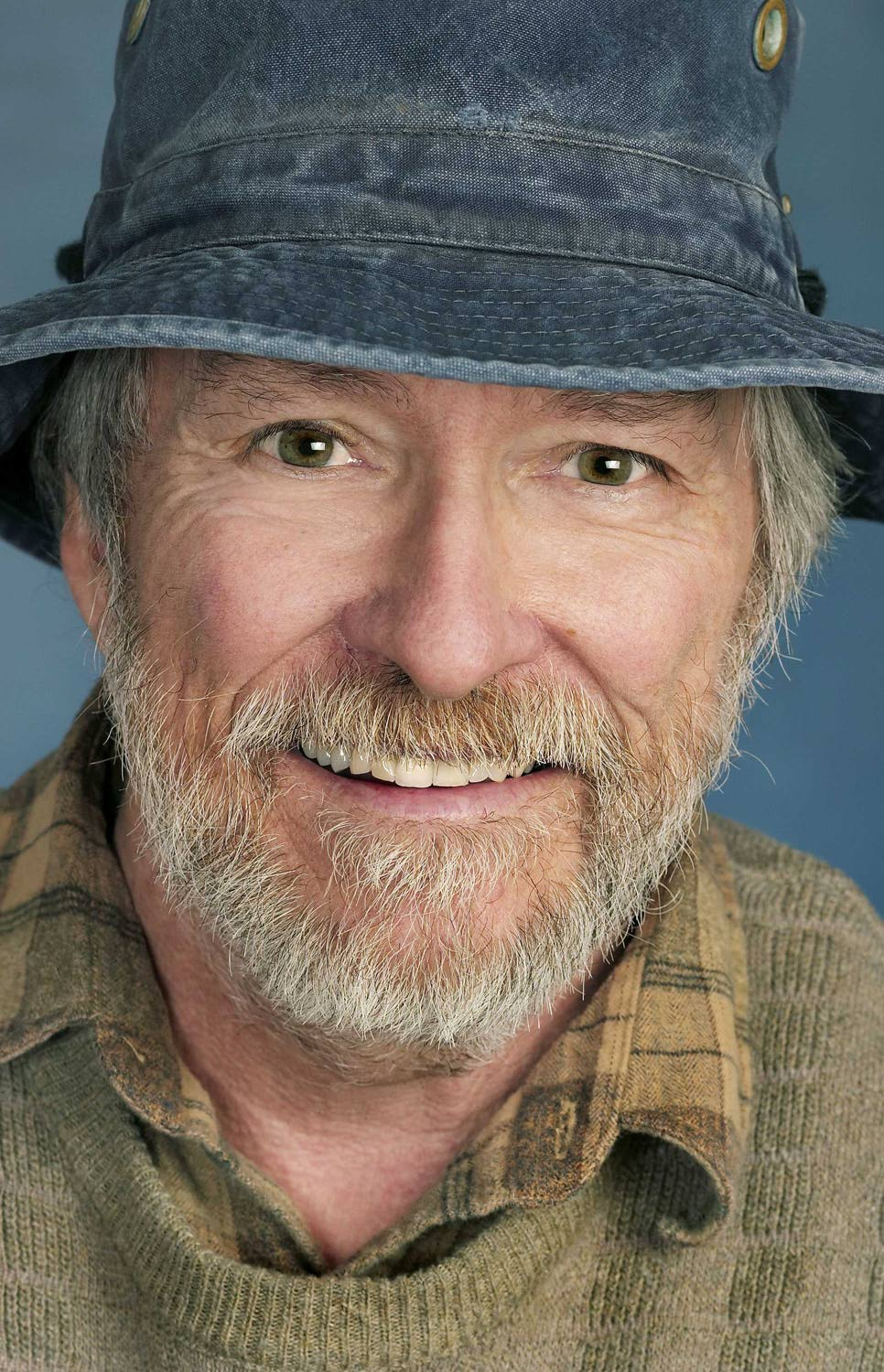
François Barcelo, ritratto di Martine Doyon, 2004.

François Barcelo (Montréal, 4 dicembre 1941 – 25 maggio 2025) è stato un pubblicitario e scrittore canadese. Ha studiato letteratura francese presso l'Université de Montréal e ha iniziato a lavorare nella pubblicità. A ventotto anni è stato nominato vicepresidente della Società J. Walter Thompson, all'epoca la più grande agenzia pubblicitaria al mondo. L'anno successivo abbandona la società per diventare pubblicitario free-lance – attività che eserciterà fino al 1988 – e per dedicarsi alla scrittura. Barcelo ha sperimentato da molti anni la letteratura per bambini con la serie Momo de Sinro che ricevuto premi in Canada. È membro del Salone del libro di Montréal.

## Biografia
François Barcelo è nato il 4 dicembre 1941 a Montréal.
Dopo la laurea in letteratura francese, inizia a lavorare in ambito pubblicitario fino ad essere nominato vicepresidente della Società J. Walter Thompson, all'epoca la più grande agenzia pubblicitaria al mondo.
L'anno successivo abbandona la società per dedicarsi alla scrittura.
Nel 1981 appare il suo primo romanzo, Agénor, Agénor, Agénor e Agénor.
Nel corso dei trenta e più anni successivi appariranno numerosi altri romanzi e racconti, tutti ben accolti dalla critica canadese.
È stato il primo autore del Québec ad essere pubblicato, nel 1998, nella rinomata “Série Noire” di Gallimard con il romanzo Cadavres (tradotto in Italia nel 2004 con il titolo Cadaveri). In seguito, altri suoi due romanzi – Moi les parapluies… (1999, tradotto in Italia con il titolo Il mistero degli ombrelli assassini) e Chiens sales (2000) – sono stati pubblicati nella “Série Noire”.
È anche autore di raccolte di racconti, tra cui Longues histoires courtes e Rire noir; uno dei suoi racconti è stato incluso nell'antologia di autori del Québec Intimate Strangers, pubblicata dalla Penguin in The Many Worlds of Literature. Barcelo si cimenta con successo anche nella letteratura per bambini, la serie Momo de Sinro, e ha vinto numerosi premi in Canada.

## Opere
- 2001 Écrire en toute liberté, Éditions Trois-Pistoles, Québec

### Racconti
- 1992 Longues Histoires courtes, Libre Expression, Montréal
- 2004 Rire noir, XYZ Éditeur
- 2006 Dernier soir sur un pont, Rougier éditions, Soligny la trappe

### Romanzi
- Agénor, Agénor, Agénor et Agénor, Les Quinze, Montréal, 1981.
- 1981 La Tribu, Libre Expression, Montréal
- 1983 Ville-Dieu, Libre Expression, Montréal
- 1986 Aaa, Aâh, Ha ou les amours malaisées, L'Hexagone, Montréal
- 1989 Nulle Part au Texas, Libre Expression, Montréal
- 1989 Les Plaines à l'envers, Libre Expression, Montréal
- 1990 Je vous ai vue, Marie, Libre Expression, Montréal
- 1991 Le Voyageur à six roues, Libre Expression, Montréal
- 1991 Ailleurs en Arizona, Libre Expression, Montréal
- 1992 Pas tout à fait en Californie, Libre Expression, Montréal
- 1993 De Loulou à Rébecca (et vice versa, plus d'une fois) (sous le pseudonyme d'Antoine Z. Erty), Libre Expression, Montréal
- 1994 Moi, les parapluies..., Libre Expression, Montréal
- 1996 Vie de Rosa, Libre Expression, Montréal
- 1997 Vie sans suite, Libre Expression, Montréal
- Cadavres (Cadaveri), coll. « Série noire », Gallimard, Parigi, 1998.
- 2000 Tant pis, VLB Éditeur
- 2000 Une histoire de pêche, Gyldendal Kaleidoscope, coll. «Fiction française», Copenaghen
- 2000 Chiens sales, Éditions Gallimard, coll. «Série noire», Parigi
- 2001 L'ennui est une femme à barbe, Éditions Gallimard, coll. «Série noire», Parigi
- 2001 J'enterre mon lapin, VLB Éditeur
- 2003 Route barrée en Montérégie, Libre Expression, Montréal
- 2005 Bossalo, XYZ Éditeur, Montréal
- 2006 Bonheur Tatol, XYZ Éditeur, Montréal
- 2007 Chroniques de Saint-Placide-de-Ramsay, Fayard, coll. « Fayard noir », Parigi
- 2008 Petit chien pas de pattes, L'Ecailler, Marsiglia

## Premi letterari
- 2005 premier Prix du livre jeunesse TD (bourse de 20 000$ partagée avec l'illustratrice Anne Villeneuve) pour Le nul et la chipie.
- 2005 troisième (Le nul et la chipie) et cinquième (Premier voyage pour Momo de Sinro) au Palmarès de Communication-jeunesse (votes des membres de clubs de lecture du Québec); Petit héros fait pipi comme les grands et Premier rôle pour Momo de Sinro inscrits au Palmarès 2005-2006.
- 2005 Prix TD de littérature canadienne pour l'enfance et la jeunesse, Le Nul et la chipie
- 2003 grand prix du livre de la Montérégie (bourse de 1500$), catégorie "autres genres littéraires" pour l'album Carnets de campagne.
- 2002 prix Hackmatack (votes des clubs de lecture des provinces de l'Atlantique) pour Premier trophée pour Momo de Sinro.
- 2002 mention spéciale au prix de la francophonie d'Oussy-Les-Moulineaux pour J'enterre mon lapin.
- 2001 sceau d'argent M. Christie pour Première blonde pour Momo de Sinro.
- 2000 sceau d'argent M. Christie pour Premier trophée pour Momo de Sinro.
- 1999 grand prix littéraire de la Montérégie (bourse de 3000$), pour l'ensemble de son oeuvre.
- 1997 Nomination pour le Prix du Gouverneur général: traduzione dall'inglese al francese, La Face cachée des pierres
- 1997 finaliste des prix du gouverneur général dans la catégorie «traductions», pour La face cachée des pierres (The underside of stones) de George Szanto.
- 1997 finaliste du prix de l'Académie des lettres du Québec (Vie sans suite).
- 1995 finaliste du prix du Journal de Montréal (Moi, les parapluies).
- 1991 Deuxième prix du Concours de nouvelles de Radio-Canada pour Le Héros de Bougainville
- 1981 mention spéciale du jury au prix Molson de l'Académie canadienne-française (La tribu).